# C/1533 M1
C/1533 M1 ist ein Komet, der im Jahr 1533 mit dem bloßen Auge gesehen werden konnte. Er wird aufgrund seiner außerordentlichen Helligkeit zu den „Großen Kometen“ gezählt.

## Entdeckung und Beobachtung
Nach einer Wiederkehr des Halleyschen Kometen im Jahr 1531, sowie dem Erscheinen des Großen Kometen C/1532 R1 im Jahr zuvor, erschien im Juni des Jahres 1533 bereits wieder ein Komet, der zu den „Großen“ gezählt werden sollte.
Eine koreanische Chronik berichtet von der ersten Sichtung des Kometen am Morgen des 27. Juni 1533 (Ortszeit). Der Komet wird als weiß und mit einem Schweif von 7–8° Länge beschrieben. Weitere Beobachtungen folgten.
Der deutsche Astronom Achilles Pirminius Gasser beobachtete den Kometen in Lindau am Morgen des 29. Juni. Chinesische Texte berichten von einem Kometen am 1. Juli (Ortszeit) mit einem 5° langen Schweif. Im Verlauf des Julis wurde der Komet gut beobachtet. Girolamo Fracastoro schilderte die Erscheinung am 7. Juli als „ein wenig größer als Jupiter, während sein Schwanz oder Bart so lang war wie eine Militärlanze am Himmel“. Am 9. Juli bemerkte der belgische Astronom Gemma R. Frisius, dass der Komet zirkumpolar geworden war, danach war er auch am Abendhimmel zu sehen.
In Japan sichtete man den Kometen erstmals am 14. Juli im Norden. Peter Apian beobachtete ihn viermal vom 18. bis zum 25. Juli, er berichtet, dass die Schweiflänge bis auf 15° am 22. Juli zunahm, und dann wieder abnahm. Die letzten Beobachtungen erfolgten am 26. August in Korea und am 16. September in China.
Möglicherweise wurde er auch von den Azteken gesehen, worauf  mittelamerikanische Texte hindeuten. Auch aus Kaschmir gibt es Berichte über diesen Kometen.
Der Komet erreichte am 27. Juni eine Helligkeit von 0 mag.

## Wissenschaftliche Auswertung
Basierend auf Apians Beobachtungen versuchten C. Douwes im Jahr 1749 (beauftragt von N. Struyck, allerdings unter Verwendung fehlerhafter Daten) und H. W. Olbers im Jahr 1797 die Bahn des Kometen zu berechnen. In neuerer Zeit gelang es W. Kokott im Jahr 1981 unter kritischer Revision und Bewertung aller Beobachtungen aus Europa und Fernost, eine Berechnung eines Satzes von Bahnelementen durchzuführen, der alle Beobachtungen gut repräsentiert.

## Umlaufbahn
Für den Kometen konnte aus 10 Beobachtungen an 29 Tagen durch W. Kokott eine parabolische Umlaufbahn bestimmt werden, die um rund 150° gegen die Ekliptik geneigt ist. Seine Bahn steht damit leicht schräg gestellt zu den Bahnebenen der Planeten, er durchläuft seine Bahn gegenläufig (retrograd) zu ihnen. Im sonnennächsten Punkt der Bahn (Perihel), den der Komet um den 15. Juni 1533 durchlaufen hat, befand er sich mit etwa 38,1 Mio. km Sonnenabstand im Bereich innerhalb der Umlaufbahn des Merkur. Bereits im September 1532 war er in etwa 2 ⅓ AE am Jupiter vorbeigegangen. Um den 4. Mai hatte er sich der Erde bis auf etwa 88 Mio. km (0,59 AE) genähert, konnte aber um diese Zeit noch nicht von der Nordhalbkugel aus gesehen werden. Um den 18. Juni ging er in etwa 72 Mio. km an der Venus vorbei und um den 2. August näherte er sich der Erde ein weiteres Mal bis auf etwa 63 Mio. km (0,42 AE). Im Juli 1534 erfolgte noch ein relativ naher Vorbeigang am Jupiter in etwa 0,70 AE Distanz.
Die Bahnexzentrizität des Kometen wurde durch die Vorbeigänge insbesondere am Jupiter um etwa 0,0006 verringert. Aufgrund der unsicheren Ausgangsdaten kann aber keine Aussage darüber getroffen werden, ob die Bahn jetzt definitiv elliptisch ist, und ob und gegebenenfalls wann der Komet in das innere Sonnensystem zurückkehren könnte. Falls der Komet sich ursprünglich auf einer nahezu parabolischen Bahn bewegte, könnte seine Umlaufzeit jetzt aber weniger als 10.000 Jahre betragen.